# 키치너 메모리얼 오디토리움 콤플렉스
키치너 메모리얼 오디토리움 콤플렉스(Kitchener Memorial Auditorium Complex)는 캐나다 온타리오주 키치너에 위치한 실내 경기장이다. NBL 캐나다 KW 타이탄스의 홈경기장으로 사용되고 있다.